# Mariahilf-Kapelle (Rinderschinken)

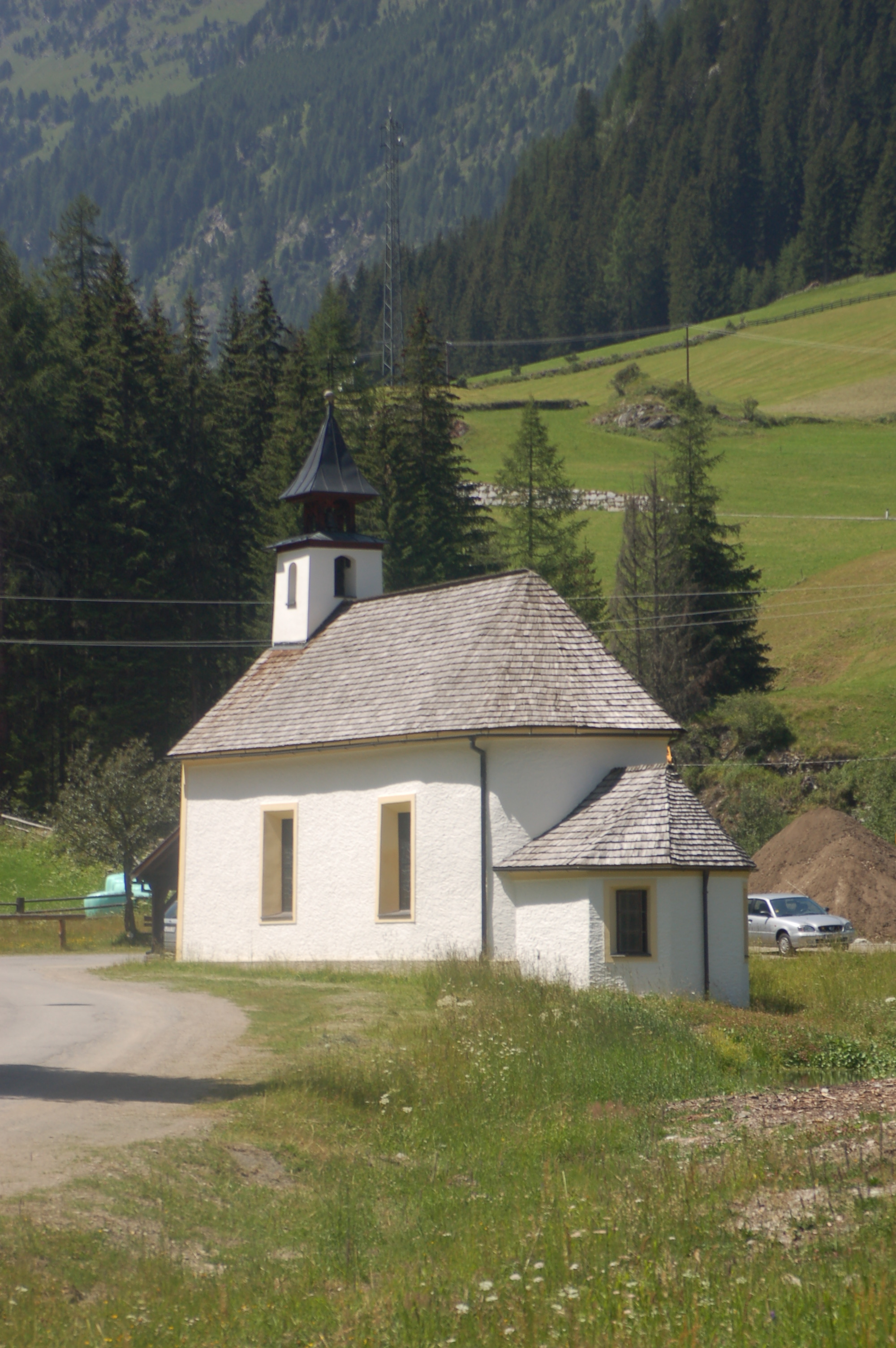
Mariahilf-Kapelle in Rinderschinken

Die Mariahilf-Kapelle in der Ortschaft Rinderschinken (Gemeinde St. Jakob in Defereggen) ist eine Maria Hilf geweihte, spätbarocke römisch-katholische Kapelle. Der 1785 errichtete Sakralbau steht unter Denkmalschutz.

## Lage
Die Mariahilf-Kapelle liegt in der Ortschaft Rinderschinken nahe der Brücke über die Schwarzach, die Rinderschinken mit Mariahilf verbindet. Die Kirche liegt rund 2,5 Kilometer westlich des Gemeindezentrums von St. Jakob in Defereggen in einer Höhe von rund 1422 m ü. A.

## Bauwerk

### Außenerscheinung
Die Kapelle wurde 1785 unter Einbeziehung eines Vorgängerbaus errichtet und noch im selben Jahr geweiht. Sie besitzt einen rechteckigen Grundriss, der abgerundete Chor wurde konisch zulaufend gestaltet. Des Weiteren besteht ein ostseitiger, niedriger Sakristeianbau mit dreiseitigem Schluss und eine westseitige hölzerne Vorhalle. Die Außenerscheinung ist zudem von dem schindelgedeckten Satteldach über Hohlkehle und dem eingangsseitig situierten Giebelreiter mit rundbogigen Schallfenstern, geschwungenem Pyramidenhelm und von Kugel, Kreuz und Wetterhahn bekröntem Einzug geprägt. Die Außenerscheinung wird zudem durch die gelbe Rahmengliederung der Rechteckfenster akzentuiert, während die Wandflächen in weißem Rauputz gehalten wurden.

### Inneres und Einrichtung

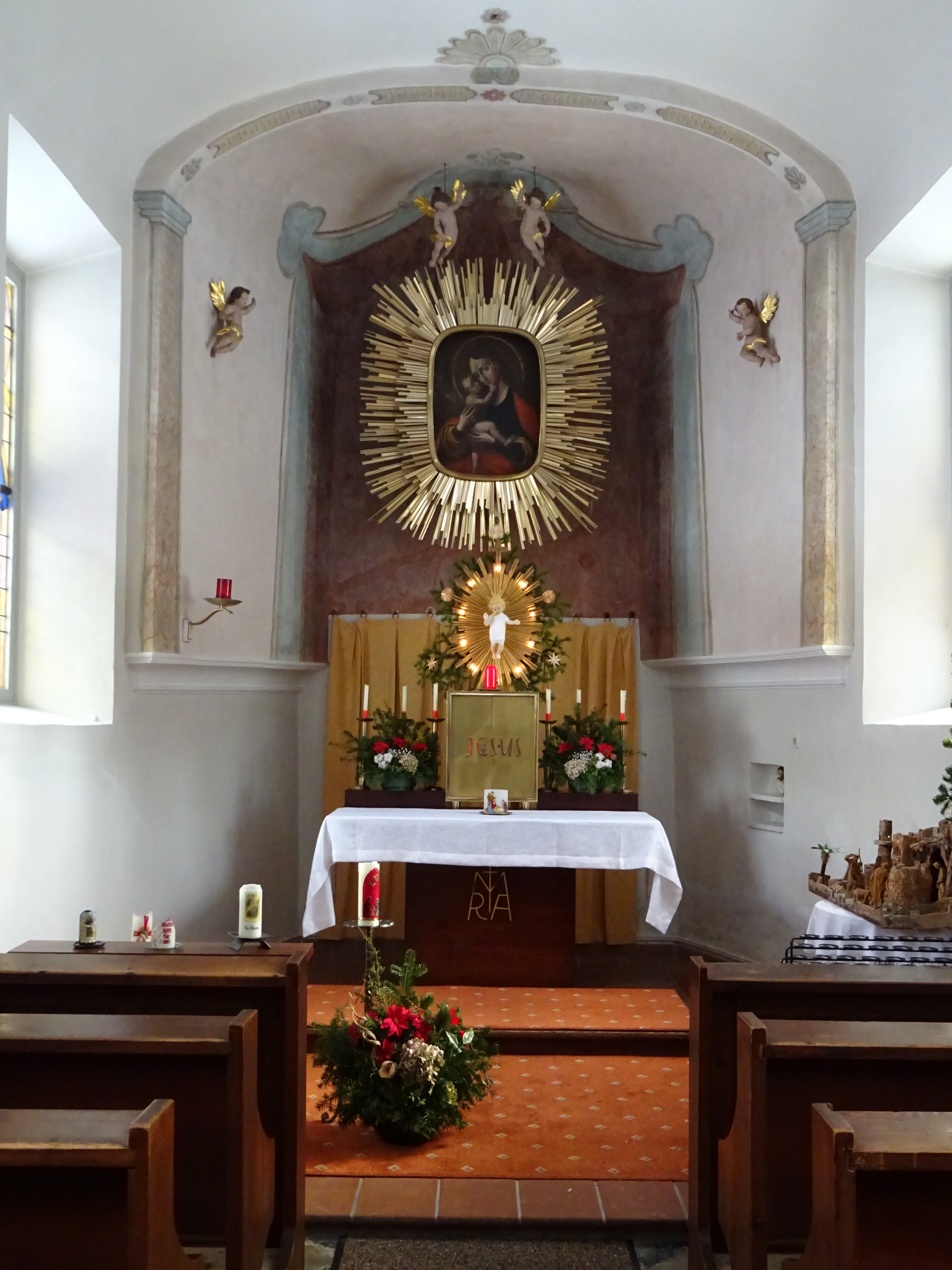
Altar

Das Innere der Kapelle wurde als flaches Tonnengewölbe ausgeführt. Eingangsseitig befindet sich eine Empore mit nordseitigem Treppenaufgang, der Fußboden wurde Ende des 19. Jahrhunderts mit gelben und schwarzen Platten in Rautenmuster ausgestaltet. Um eine Stufe erhöht befindet sich hingegen der im 20. Jahrhundert mit Ziegelfliesen ausgelegte Chor. An der Stirnwand der Apsis wurden bei Renovierungsarbeiten 1991 einfache Baldachinmalereien freigelegt. Des Weiteren wurde die Kapelle mit Glasfenstern ausgestattet, die nach Entwürfen von Carl Rieder aus Schwaz gestaltet und zwischen 1943 und 1944 von der Tiroler Glasmalereianstalt produziert wurden. Sie zeigen Marien-Gnadenbilder mit bunten Figuren vor neutralem Hintergrund und jeweils einem Schriftband.
Der Altarbereich der Mariahilf-Kapelle wurde mit einem hölzernen Tischaltar modern gestaltet. Darüber befindet sich ein Mariahilf-Bild des Cranach-Typus aus dem 18. Jahrhundert mit vergoldetem Strahlenkranzrahmen, das von vier hölzernen Putten aus der Mitte des 18. Jahrhunderts umgeben ist. Des Weiteren finden sich in der Kapelle ein Tabernakelschrein mit Stehkreuz, Messingleuchter, eine hölzerne Heilige-Geist-Taube sowie eine Kreuzigungsgruppe an der Emporenbrüstung aus den 1950er Jahren.